# Perpiñán
Perpiñán (en francés: Perpignan, en catalán: Perpinyà, en occitano: Perpinhan) es una ciudad del sur de Francia, situada al noreste de la península ibérica, capital del departamento de los Pirineos Orientales, en la región de Occitania y capital histórica del Rosellón.  También es capital de la comarca homónima. Perteneció a España hasta 1659 cuando las monarquías española y francesa firmaron el Tratado de los Pirineos. Se encuentra situada a orillas del curso inferior del río Têt. Tenía 129 925 habitantes en 2009 (población total municipal oficial calculada para 2009) y más de 310 000 en la mancomunidad de municipios "Perpiñán Mediterráneo" que la circundan. Es la cuarta ciudad de la región tras Toulouse, Montpellier y Nimes.

## Toponimia
En francés recibe el nombre de «Perpignan» y en español «Perpiñán». En catalán, otra lengua hablada en los Pirineos Orientales, la ciudad se denomina «Perpinyà». La primera vez que se menciona el nombre de la ciudad de Perpiñán es en un documento del año 927, con la forma Perpinianum. Después aparece en otros textos con las siguientes formas: Villa Perpiniano (959), Pirpinianum en el siglo XI, Perpiniani (1176), Perpenyà en el siglo XIII. Perpenyà será la forma más común hasta el siglo XV, también atestiguada en el siglo XVII.
El significado del nombre de Perpiñán se ha tratado en muchos libros desde hace varios siglos. Existe una hipótesis de un propietario llamado "Perpennius" o "Perpennis". Según sus defensores de esta hipótesis se puede pensar que el apellido romano Perpenna (del cual hay registro pues un jefe de ejército romano llevaba ese nombre) se acabó transformando en el cognomen (= apodo elegido por el titular) romano Perpennius (o Perpennis). (Perpenna, el jefe del ejército precitado: en 77 a. C. un Perpenna llegó con su ejército a Hispania para reforzar las tropas de Quinto Sertorio, estadista romano y general. Más tarde, en 72 a. C., Perpenna asesinó a Sertorio y después fue ejecutado por el crimen. Otra versión dice que no fue ejecutado pues después volvió como veterano —militar retirado— a un lugar que había conocido durante su campaña hispana). Así, aparentemente el nombre original era Perpennianum. El sufijo anum sugiere que el lugar era propiedad de un hombre llamado Perpennius o Perpennis.

## Historia
Capital del condado del Rosellón, no se integró en la Corona de Aragón hasta 1172, cuando con el testamento del conde de Ampurias, Gerardo II de Rosellón, el condado se integró en la Corona. En 1349 el rey Pedro IV de Aragón establece el Estudio General de Perpiñán, refrendado como universidad por el papa Clemente VII en 1379.

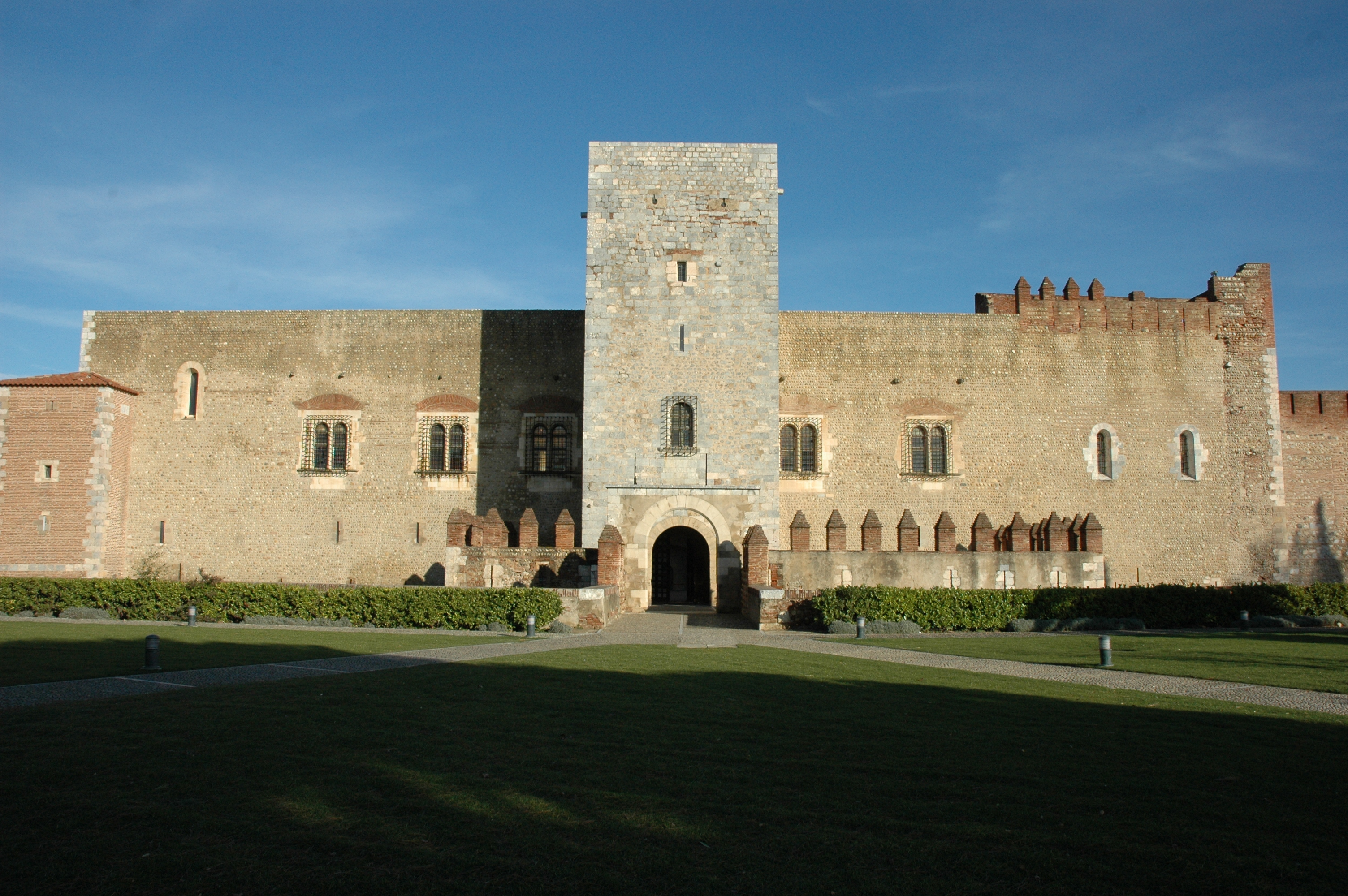
Palacio de los Reyes de Mallorca, símbolo de la ciudad

Durante el resto de la Baja Edad Media se convirtió en un importante centro comercial, incluso la ciudad y el territorio circundante pasaron alternativamente de manos francesas a manos aragonesas, con el Rosellón como parte del Principado de Cataluña.
A la muerte de Fernando el Católico, su nieto Carlos fue jurado rey en Aragón en 1518 en Zaragoza,  y en 1519 también por las Cortes de Cataluña, reuniendo por primera vez bajo un mismo monarca las coronas de Castilla y Aragón. En ese contexto pasa a formar parte de la monarquía hispánica bajo la dinastía de los Austrias. De esta forma, el Rosellón se convierte en terreno fronterizo entre la Monarquía Hispánica y el Reino de Francia. En 1542, Perpiñán fue defendida por el duque de Alba contra las tropas de Enrique, delfín de Francia (el futuro Enrique II). Los franceses efectuaron un nuevo intento de anexión de los territorios al norte de los Pirineos en 1595. Debido a esta inseguridad, Carlos I y Felipe II reforzaron las fortificaciones de Perpiñán y convirtieron el antiguo palacio de los reyes de Mallorca en una ciudadela.
Durante la rebelión de Cataluña de 1640 fue ocupada por tropas francesas apoyadas por los sublevados catalanes en septiembre de 1642. Tras la rendición de Barcelona ante el rey Felipe IV en 1654, la Generalidad de Cataluña se trasladó allí. La firma de la Paz de los Pirineos (1659) entre los reyes de Francia y España certifica la cesión de Perpiñán, junto con el resto de territorios catalanes que formarían la provincia del Rosellón, a la Corona francesa. En 1660 la Generalidad es suprimida por la monarquía francesa.
Con la creación del departamento de Pirineos Orientales, poco después de la Revolución francesa (4 de marzo de 1790), Perpiñán se convierte en la capital del departamento. Sin embargo, a pesar de su nuevo estatus como capital departamental, Perpiñán entra en un estado de estancamiento durante el siglo XIX. En 1794, por ejemplo, su universidad fue suprimida (no se fundaría una nueva universidad en la ciudad hasta 1979). A principios de ese siglo, la ciudad es poco más o menos la del siglo XIV. Las murallas son demolidas a principios del siglo XX, lo que permite la expansión de la ciudad por la llanura del Rosellón.
Tras el fin de la Segunda República Española acabada la Guerra Civil, Perpiñán, junto con otras ciudades del Mediodía francés, acogió a numerosos exiliados republicanos españoles. En 2008 fue distinguida[¿quién?] como «Capital de la Cultura Catalana». En la actualidad, Perpiñán y su área metropolitana (más de 300 000 habitantes) concentra la mayoría de los habitantes del departamento (población: 446 000).
En las elecciones municipales de 2020 Louis Aliot, de la derechista Agrupación Nacional  (Rassemblement national, RN) ganó la alcaldía, arrebatándosela a la coalición de centristas, izquierdas y catalanistas.

## Monumentos
Hitos de la ciudad son la catedral gótica de San Juan Bautista, comenzada en 1324 sobre el emplazamiento de una iglesia anterior del siglo XI y finalizada en 1509, el Palacio de los reyes de Mallorca (siglo XIII) o la Lonja, que sigue los modelos de las de Palma de Mallorca o Valencia. El símbolo del ayuntamiento está tomado del Castellet, antigua puerta de la ciudad que en la actualidad alberga el Museo Catalán de las Artes y Tradiciones Populares.

## Demografía
| 9 134 | 10 415 | 12 499 | 14 864 | 17 114 | 17 618 | 22 706 | 21 783 | 23 301 | 23 462 | 25 264 | 27 378 | 28 353 | 31 735 | 34 183 | 33 878 | 35 088 | 36 157 | 38 898 | 39 510 | 53 742 | 68 835 | 73 962 | 72 207 | 74 984 | 70 051 | 83 025 | 102 191 | 106 426 | 111 669 | 105 983 | 105 115 | 114 800 | 129 925 |
| Para los censos de 1962 a 1999 la población legal corresponde a la población sin duplicidades (Fuente: INSEE [Consultar]) |        |        |        |        |        |        |        |        |        |        |        |        |        |        |        |        |        |        |        |        |        |        |        |        |        |        |         |         |         |         |         |         |         |

## Economía
Es un importante mercado agrícola (frutas, verduras, aceite de oliva, vino y cereales). Fábricas textiles, de material ferroviario y de papel. Nudo ferroviario y de carreteras. Desde enero de 2013, Perpiñán conecta el resto de Francia y España mediante la línea de alta velocidad Madrid-Barcelona-París.

## Clima
| Parámetros climáticos promedio de Perpiñán (normales 1981–2010)  | Parámetros climáticos promedio de Perpiñán (normales 1981–2010) | Parámetros climáticos promedio de Perpiñán (normales 1981–2010) | Parámetros climáticos promedio de Perpiñán (normales 1981–2010) | Parámetros climáticos promedio de Perpiñán (normales 1981–2010) | Parámetros climáticos promedio de Perpiñán (normales 1981–2010) | Parámetros climáticos promedio de Perpiñán (normales 1981–2010) | Parámetros climáticos promedio de Perpiñán (normales 1981–2010) | Parámetros climáticos promedio de Perpiñán (normales 1981–2010) | Parámetros climáticos promedio de Perpiñán (normales 1981–2010) | Parámetros climáticos promedio de Perpiñán (normales 1981–2010) | Parámetros climáticos promedio de Perpiñán (normales 1981–2010) | Parámetros climáticos promedio de Perpiñán (normales 1981–2010) | Parámetros climáticos promedio de Perpiñán (normales 1981–2010) |
| Mes                                                              | Ene.                                                            | Feb.                                                            | Mar.                                                            | Abr.                                                            | May.                                                            | Jun.                                                            | Jul.                                                            | Ago.                                                            | Sep.                                                            | Oct.                                                            | Nov.                                                            | Dic.                                                            | Anual                                                           |
| ---------------------------------------------------------------- | --------------------------------------------------------------- | --------------------------------------------------------------- | --------------------------------------------------------------- | --------------------------------------------------------------- | --------------------------------------------------------------- | --------------------------------------------------------------- | --------------------------------------------------------------- | --------------------------------------------------------------- | --------------------------------------------------------------- | --------------------------------------------------------------- | --------------------------------------------------------------- | --------------------------------------------------------------- | --------------------------------------------------------------- |
| Temp. máx. abs. (°C)                                             | 25.0                                                            | 26.5                                                            | 28.0                                                            | 32.4                                                            | 34.4                                                            | 42.4                                                            | 40.5                                                            | 38.7                                                            | 36.8                                                            | 34.2                                                            | 28.1                                                            | 26.7                                                            | 42.4                                                            |
| Temp. máx. media (°C)                                            | 12.4                                                            | 13.2                                                            | 16.0                                                            | 18.2                                                            | 21.8                                                            | 26.2                                                            | 29.2                                                            | 28.9                                                            | 25.4                                                            | 21.0                                                            | 15.9                                                            | 13.1                                                            | 20.1                                                            |
| Temp. media (°C)                                                 | 8.3                                                             | 9.0                                                             | 11.5                                                            | 13.7                                                            | 17.0                                                            | 21.4                                                            | 24.1                                                            | 23.9                                                            | 20.5                                                            | 16.7                                                            | 12.0                                                            | 9.1                                                             | 15.6                                                            |
| Temp. mín. media (°C)                                            | 4.4                                                             | 4.9                                                             | 7.4                                                             | 9.4                                                             | 12.9                                                            | 16.8                                                            | 19.4                                                            | 19.3                                                            | 16.0                                                            | 12.6                                                            | 8.1                                                             | 5.1                                                             | 11.4                                                            |
| Temp. mín. abs. (°C)                                             | -8.2                                                            | -11.0                                                           | -5.9                                                            | 0.2                                                             | 2.4                                                             | 7.4                                                             | 11.2                                                            | 10.4                                                            | 5.0                                                             | 1.2                                                             | -5.7                                                            | -6.3                                                            | -11.0                                                           |
| Precipitación total (mm)                                         | 65.4                                                            | 50.4                                                            | 40.3                                                            | 58.5                                                            | 47.3                                                            | 25.0                                                            | 12.2                                                            | 25.8                                                            | 38.2                                                            | 75.9                                                            | 59.2                                                            | 59.4                                                            | 557.6                                                           |
| Días de precipitaciones (≥ 1 mm)                                 | 5.4                                                             | 4.3                                                             | 4.2                                                             | 6.0                                                             | 5.5                                                             | 3.8                                                             | 2.3                                                             | 3.5                                                             | 4.4                                                             | 4.8                                                             | 4.5                                                             | 5.3                                                             | 54.0                                                            |
| Días de nevadas (≥ 1 mm)                                         | 0.9                                                             | 0.6                                                             | 0.4                                                             | 0.0                                                             | 0.0                                                             | 0.0                                                             | 0.0                                                             | 0.0                                                             | 0.0                                                             | 0.0                                                             | 0.2                                                             | 0.4                                                             | 2.5                                                             |
| Horas de sol                                                     | 141.2                                                           | 160.8                                                           | 209.6                                                           | 218.0                                                           | 235.8                                                           | 268.9                                                           | 298.2                                                           | 267.4                                                           | 222.2                                                           | 167.6                                                           | 149.2                                                           | 126.1                                                           | 2464.9                                                          |
| Humedad relativa (%)                                             | 70                                                              | 68                                                              | 64                                                              | 64                                                              | 66                                                              | 62                                                              | 59                                                              | 63                                                              | 68                                                              | 73                                                              | 71                                                              | 71                                                              | 66.6                                                            |
| Fuente n.º 1: Météo France                                       |                                                                 |                                                                 |                                                                 |                                                                 |                                                                 |                                                                 |                                                                 |                                                                 |                                                                 |                                                                 |                                                                 |                                                                 |                                                                 |
| Fuente n.º 2: Infoclimat.fr (humedad y días con nieve 1961–1990) |                                                                 |                                                                 |                                                                 |                                                                 |                                                                 |                                                                 |                                                                 |                                                                 |                                                                 |                                                                 |                                                                 |                                                                 |                                                                 |

## Lenguas

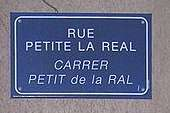
Cartel bilingüe de francés y catalán en una calle de Perpiñán.

El francés es la lengua materna de la mayoría de los habitantes de Perpiñán. El catalán es conocido por alrededor de un 39 % de la población. El 11 de junio de 2010 el pleno municipal del ayuntamiento perpiñanés aprobó la Carta Municipal para la Lengua Catalana en cuyo artículo 1 se atribuye al catalán, junto con el francés, el carácter de «lengua histórica» de la ciudad. El catalán y el francés son ambas consideradas lenguas oficiales del departamento de los Pirineos Orientales tras la aprobación de la Carta en favor del catalán el 10 de diciembre del 2010 por el Consejo General del departamento de Pirineos Orientales.

## Deporte
Perpiñán cuenta con dos equipos de rugby, uno en rugby a 13 con los Dragons Catalans que está en la Super League, otro en rugby union con l'USAP Perpignan que está en la segunda división del campeonato de rugby francés la ProD2.

## Ciudades hermanadas
- Hanover (Alemania, desde 1960).[19]
- Lancaster (Reino Unido, desde 1962).
- Gerona (España, desde 1988).
- Lake Charles (Estados Unidos, desde 1993).
- Sarasota (Estados Unidos, desde 1994).
- Barcelona (España, desde 1994).
- Figueras (España, desde 1996).
- Tiro (Líbano, desde 1997).
- Ma'alot-Tarshiha (Israel, desde 1998).
- Tavira (Portugal, desde 2001).
- Lérida (España, desde 2005).
- Palamós (España, desde 2014).